# Łachutówka (Wola Szczucińska)
Łachutówka – dawna część wsi Wola Szczucińska w Polsce, położona w województwie małopolskim, w powiecie dąbrowskim, w gminie Szczucin.
W latach 1975–1998 Łachutówka administracyjnie należała do województwa tarnowskiego.